# غارلاند ويلسون
غارلاند ويلسون (بالإنجليزية: Garland Wilson)‏ هو عازف جاز وعازف بيانو أمريكي، ولد في 13 يونيو 1909 في مرتينسبورغ في الولايات المتحدة، وتوفي في 31 مايو 1954 في باريس في فرنسا.

## وصلات خارجية
- غارلاند ويلسون على موقع الموسوعة البريطانية (الإنجليزية)
- غارلاند ويلسون على موقع ميوزك برينز (الإنجليزية)
- غارلاند ويلسون على موقع أول ميوزيك (الإنجليزية)
- غارلاند ويلسون على موقع ديسكوغز (الإنجليزية)